# Jorge (cantor)
Jorge Alves Barcelos (Itumbiara, 27 de agosto de 1982) é um cantor e compositor brasileiro, mais conhecido por ser um dos integrantes da dupla de música sertaneja Jorge & Mateus.
Além de seu trabalho com a dupla, Jorge também gravou como artista solo em algumas ocasiões, como participação com outros artistas e bandas.

## Biografia
Nascido em Itumbiara, no sul de Goiás, recebeu o seu nome por uma promessa que seu pai Euripedes fez a São Jorge quando sua mãe Maria Gênoveva estava grávida de batizá-lo em homenagem ao padroeiro do Corinthians, time que o cantor torce, e o cumpriu. Jorge estudou na Universidade Católica Dom Bosco em Campo Grande, em Mato Grosso do Sul, onde graduou-se em direito enquanto, ao mesmo tempo, participou de projetos musicais ao lado de Mateus Liduário, que se tornou colega de dupla. Jorge também chegou a dar aulas particulares de disciplinas como história e geografia.

## Carreira
Em 26 de maio de 2005, conhece Mateus Liduário e assim formou a dupla Jorge & Mateus. O repertório da dupla era predominantemente autoral. Jorge escreveu, ao lado do colega de dupla, algumas das músicas que formariam o primeiro trabalho da dupla, Ao Vivo em Goiânia, lançado em 2007. Foi de sua autoria faixas como "Querendo Te Amar" e "De Tanto Te Querer". A maior parte das canções da dupla contam com Jorge como vocal principal.
Ao longo dos anos, Jorge se tornou um dos nomes mais notáveis do sertanejo brasileiro. Com um estilo vocal e postura artística originalmente influenciada pelo cantor Bruno, da dupla Bruno & Marrone, o timbre e o canto de Jorge influenciou duplas que surgiram sob a onda do sertanejo universitário na década de 2010.
Em 2018, Jorge se uniu ao produtor Dudu Borges, sob o nome artístico Analaga, e lançou algumas canções como artista solo. A primeira foi "Duvido". A segunda foi o cover "Se", original do cantor e compositor Djavan. Ao longo dos anos, gravou como participação solo com artistas como Israel Novaes, Mano Walter, Cleber & Cauan, Amado Batista, Xand Avião e Thaeme & Thiago.

## Vida pessoal
É filho de Maria Gênoveva Alves Barcelos e Euripedes Luiz Vieira Barcelos

### Relacionamentos
Jorge se casou com Ana Carolina Freitas. O casamento aconteceu em 2011, na fazenda dos pais da noiva, na cidade de Nazário, em Goiás. O primeiro filho do casal, Davi Freitas Barcelos, nasceu no dia 20 de setembro de 2016. Em 2018, Jorge anunciou o fim do casamento com Ina.

### Posições políticas
Apesar de seu colega Mateus ter se colocado contra o então presidenciável Jair Bolsonaro nas eleições brasileiras de 2018, Jorge manteve uma proximidade com alguns membros do governo, como o então ministro Sergio Moro. Jorge também participou de uma reunião, ao lado de vários artistas, com Moro e Paulo Guedes.
Em 2018, ao lado de Mateus em entrevista ao apresentador Pedro Bial, Jorge disse que, em termos políticos, evita falar sobre as suas convicções. "Odeio ser criticado por pessoas que não me conhecem. Na internet se acham dignos de julgar tudo, mas sem consciência do assunto".
Em 2017, em entrevista dada à revista Veja, Jorge foi questionado sobre cantores sertanejos homossexuais. Disse que não conhecia artistas gays que não se assumiam no segmento e afirmou que "o mundo está mudando. Se você é homem, pode ser cantor. Se é mulher, pode chegar a ser cantora. Se é homossexual, também".
É torcedor do Corinthians.